# Puerto de Iquitos
El Puerto de Iquitos es un denominación general que es usada en dos formas notorias, y siempre fue una prominente antonomasia para Iquitos. 
En términos geográficos, el Puerto de Iquitos consiste en los ríos Amazonas, Nanay e Itaya que envuelve a Iquitos, y que se convierten en las principales entradas fluviales para la ciudad. En ellas, existe una concurrida presencia de cualquier tipo de barcos, y dársenas provocada por el turismo de la ciudad.
En términos de transporte, el Puerto de Iquitos conforma todos los sistemas de conexión fluvial y embarcaderos que tiene la ciudad. Tiene un frenético movimiento comercial, y es uno de los puertos fluviales más importantes de América del Sur, y el mayor puerto fluvial del Perú.

## Puertos Privados en Iquitos
Transporte Fluvial JV E.I.R.L. Psje Leonor 344 cel: +51 965269629